# 孔宁子
孔宁子（4世纪？—425年），会稽郡山阴县（今浙江省绍兴市）人，南朝宋政治人物。
孔宁子初为刘裕属下的太尉主簿，转任为刘义隆镇西谘议参军，因为他有文才，为刘义隆所赏识。刘义隆即位为宋文帝，他被召为黄门侍郎、领步兵校尉。与侍中王华都有富贵之愿。当时徐羡之等秉政，他经常切齿愤叱。多次劝文帝诛徐羡之等。元嘉二年病故。